# 台北都市防災設施 (日治時期)

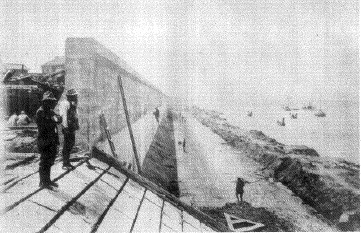
淡水河護岸工事（1914年）

台北都市防災設施雛形源自日治時期，尤以台灣總督府主導的台北市市區改正及台北市區計劃兩者為規劃經緯主軸。以防汛硬體建設為主的台北市所屬之都市防災設施，自1899年即實際動工，期間遭遇1911年、1912年重大颱風水災後，仍持續施工，並於1930年代初期達到頂峰，且順利完成減災等效果。
1937年，台北市防災設施後續計劃因二戰等因素宣告暫緩停歇。1945年，中華民國接管台灣，台北市大型防災設施概念與規劃因政權交替等因素稍加減緩停滯，直到1979年的大台北防洪計劃及隨後的基隆河截彎取直工程，才又重新啟動且終達到200年的防汛頻率。
日治時期的台北防災設施主要以台北市區為主，內容則大略包含針對台北境內淡水河、新店溪的護岸工事、排水幹線、大型排水溝及防災性公園綠地系統。其中前三項為防汛設施，最後一項則為針對普遍性災難的防災、救災、避難而擬定建造的大型計劃。事實上，此四大防災設施不但為台北近代都市防災設施的肇始，陸續整建擴增的該設施仍為台北市重要基礎建設之一。

## 護岸工事
台北市境內的河流屬於淡水河流域。淡水河主河道與上游的新店溪流經大龍峒、大稻埕、艋舺、公館、景美等台北重要聚落。因河道彎曲、淤塞等因素，每遇大雨常有水患。1895年，台北成為台灣日治時期的首府後，防治兩河流水患成為重要行政事項之一。
1899年8月，針對大稻埕的淡水河河段所開工的護岸工程展開，並於翌年3月完工。該工程除了先進沉床工事之外，亦以長度達818.18公尺的石砌堤防為主。1911年、1912年，台北連續兩年遭遇汛災侵襲，石造河岸多數遭摧毀。1913年－1915年，以RC水泥為建材的新堤岸成為防治水患的設施，並隨後展延至艋舺地區。除此，新店溪的鐵絲網簡易河堤也同時施工。連同隨後1925年－1933年的河岸工事施作，日治時期的淡水河岸堤防長度共達8430.61公尺。

## 日治初期之水道溝渠

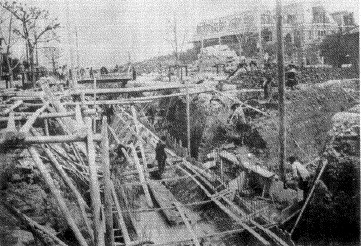
城內的下水道（今台灣台北之博愛特區）

台灣日治時期起始不久，日本執政當局迅速拆除大部分台北城城牆，並從城牆拆下來的部分安山岩為護石建材，在官署林立的城內地區（即原台北城池）興建明暗溝渠與排水下水道，採用開渠式合流法工法，於1901年全數完工。至此，台北成為全台灣擁有下水道的首善地區。
1906年－1913年，延伸至艋舺地區的溝渠幹線陸續施工，並設置馬蹄形、圓形、矩形的鋼筋水泥下水幹線。不過，因無法解決日本人居住區——兒玉町、千歲町的驟雨水患，又於1929年－1932年間，以龐大的事業經費構築名為「南門下水幹線」的下水明溝與排水道，另外，處理完的污水則排放於台灣人居住或人煙較稀少的萬華老松町、若竹町等。該完整地下道規模，實屬1930年代亞洲甚至世界的都會水準。

## 中央排水溝

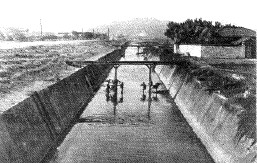
特1號道路的排水溝，今多被加蓋

1932年，台灣總督府公告台北市區計劃，預計以25年時間，將台北市興建為容納60萬人的大型都市。在防汛設施上，該計劃內容為將構建完成的排水幹道從720公頃的區域範圍，大幅擴充為6676公頃。該防災計劃層面頗廣，其中以一號線特種道路與二號線特種道路的中央排水溝，為初期最浩大工程。
寬達47公尺，一號線特種道路（今台北市新生南北路）中央設置的十三公尺寬排水溝渠（特一號排水溝），俗稱「堀川」，部分沿自清瑠公圳的支流；主要功能為防範南北向，因坡度造成的洪災。該排水管道並於1970年代加蓋成為新生北路高架橋後仍續存。至於二號道路（今承德路）所興建溝渠，今則多所棄置。
該排水溝道因兼具區域性排水功能與都市景觀，且顧及原有交通道路功能，於1930年代為先進大都會的概念道路。到了2005年，台北市政府興起的綠之網計劃，亦包含恢復舊有一號線特種道路之水文景觀。

## 公園道與大型都會公園

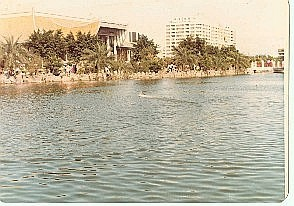
1970年代，具有防災功能的第六號公園預定地陸續整建為國父紀念館。圖為剛整建完成的紀念館照片，附近的台北101大樓與台北市政府尚未落成。

1932年公佈的台北市區計劃，除了防汛之外，也規劃五條具有多功能的寬闊「公園道」。寬度從50公尺－100公尺的綠地系統，除了交通遊憩功能外，也有防災、救災、避難的功能。
除了二戰後先後闢建為敦化南路、仁愛路、辛亥路等具有綠地的巴洛克式這幾條大型「公園道」外，台北市區計劃同時也研擬於市區內興建數目高達十七座的大型綠地公園。同樣的，這些綠地公園也具有防災功能；也就是同樣利用寬廣的空地，作為災難發生時，容納難民的臨時營地。
1930年代後期，以一號公園至十七號公園為編號的這些具有防災功能的十七座大型都會公園，同樣因二戰戰爭爆發、國共內戰等因素；1960年代結束前，多數僅停留於紙上作業未能付諸實行。雖接收台灣的中華民國政府仍依照舊防災設施藍圖加以實施。但卻以相當緩慢的速度來建設此都市防災設施。因為興建過程延宕多時，日治時期原本徵收規劃完畢的這些公園公地，於1945年－1990年代間多成為台北新移民興建違建的所在，並於後續徵收興建過程中，造成不少社會問題。